# The Timber Wolf
The Timber Wolf is een Amerikaanse western uit 1925 onder regie van W.S. Van Dyke. Destijds werd de film in Nederland uitgebracht onder de titel Boschduivel.

## Verhaal
De houthakker Bruce Standing snelt de goudzoeker Joe Terry te hulp, omdat een roversbende uit is op zijn goudmijn. De bendeleider Babe Deveril geeft zijn handlangster Renee Brooks de opdracht om Bruce te verleiden, zodat hij haar vertelt waar de mijn zich bevindt. Ze worden verliefd en Renee verraadt haar baas.

## Rolverdeling
| Acteur       | Personage      |
| ------------ | -------------- |
| Buck Jones   | Bruce Standing |
| Elinor Fair  | Renee Brooks   |
| Dave Winter  | Babe Deveril   |
| Sam Allen    | Joe Terry      |
| Will Walling | Sheriff        |
| Jack Craig   | Jongen         |
| Bobbie Mack  | Billy Winch    |